# 小池可奈
小池 可奈（こいけ かな、1962年12月8日 - ）は日本のフリーアナウンサー。足かけ26年、文化放送「走れ!歌謡曲」のパーソナリティをつとめた。大分県中津市出身。

## 略歴
1962年、大分県中津市（旧耶馬溪町）出身。兄がいる。九州大谷短期大学国文科演劇放送コースを卒業した。 1983年4月、KBCラジオ「栗田善成のまずはラジオでおつかれさん」のアシスタントとしてデビューし、同番組に1985年3月まで出演した。1985年、TBSテレビ朝のお天気お姉さんのオーディションに合格し、上京した。当時の大橋巨泉事務所に所属した。文化放送「日野ミッドナイトグラフィティ 走れ!歌謡曲」土曜パーソナリティー（1987年4月ー1990年3月、第1期）、文化放送「お元気ですか高島忠夫です」アシスタント（1987年10月ー1990年3月 ）、テレビ東京「ビジネスマンニュース」スポーツ・天気コーナーキャスター（1987年4月ー1990年3月）、旅行番組のレポーター（1993年10月 ）などをつとめた。
文化放送系列（一部地域のみ）で放送していた「日野ミッドナイトグラフィティ 走れ!歌謡曲」の水曜（火曜深夜）パーソナリティをつとめた（1993年-2016年、第2期）。演歌歌手、作詞家、作曲家との交流をもとに月刊誌「歌の手帖」にエッセー「オツなカンケイ」を3年間連載した。また「走れ!歌謡曲」でパーソナリティを担当し、その後若くして亡くなった演歌歌手、村上幸子の生涯を綴った『さっちゃん物語』を出版した。
2004年11月､当時の「走れ!歌謡曲」の他曜日パーソナリティでもある中尾美穂､岩波理恵、鈴木純子（文化放送アナウンサー）と「夜明けの惑女（マドンナ）。」というグループを組み、CDデビューを果たした。
落語家の古今亭志ん八から指導を受け、2012年6月から落語会を開催している。2013年6月28日には4回目の落語会が日本橋の「お江戸日本橋亭」で開催された。落語会に歌手のあさみちゆきが参加することもある。2017年3月から落語家・小池家可ん奈として活動している。
趣味は映画鑑賞、読書、人間観察。経験した習い事は長唄、三味線、フラメンコ、二胡、囲碁、落語。

## エピソード
- 2010年7月、「走れ!歌謡曲」ファミリーだったあさみちゆきの青山円形劇場でのコンサートにゲスト出演し、パンチパーマ、セーラー服、ガングロ姿で登場しコントを披露した[11]。
- 2016年9月21日、長らく担当してきた「走れ!歌謡曲」のパーソナリティを卒業した。番組内では、作曲家の弦哲也が小池のために書き下ろした『指定席』を2度に渡り披露した。小池最終回の最後を飾った曲はGReeeeNの『始まりの唄』であった。

## 出演

### ラジオ
- 栗田善成のまずはラジオでおつかれさん（KBCラジオ）※デビュー番組
- 日野ミッドナイトグラフィティ 走れ!歌謡曲（文化放送、1987年 - 1990年・1993年 - 2016年）
- お元気ですか高島忠夫です（文化放送、1987年 - 1990年）
- 逸見太郎・小池可奈のはつらつ放送部（ラジオ大阪、2015年9月26日 - 、毎週月 - 木曜日5:00 - 5:15）同局をキー局としてSTVラジオ、東海ラジオ、大分放送へネット
- 江木俊夫の聞いてんの?（ラジオ大阪、2016年10月2日 - 、毎週日曜日20:30 - 21:00）
- 小池可奈のはがき健康相談室（ラジオ大阪、2016年11月6日 - 、毎週日曜日5:00 - 5:12）
- 小池可奈のオツな関係（ラジオ大阪、2016年11月6日 - 、毎週日曜日5:30 - 6:00）
- 終活ラジオ　ソナエ（ラジオ大阪、2018年4月14日 - 、毎週土曜日8:30～8:45）

### テレビ
- 3時のあなた（フジテレビ）- リポーター（1987年・1988年当時）[1]
- ビジネスマンニュース（テレビ東京、1987年 - 1990年）

## 著書
- さっちゃん物語（小池可奈 著、1996、三五館、ISBN 978-4883200856）

## CD
- キツネとタヌキ/振り向かないわ（夜明けの惑女(マドンナ)。ユニバーサルミュージック合同会社、2004）[12]